# Metr bieżący
Metr bieżący (skrót: m.b. lub m b.) – jednostka miary długości odpowiadająca jednostce metr (będącej jednostką podstawową w Układzie SI), używana w odniesieniu do przedmiotów wielowymiarowych, w których jeden z wymiarów ma szczególne znaczenie będąc miarą tego przedmiotu, pozostałe wymiary są zazwyczaj stałe i nie mają znaczenia. 
Przykłady użycia:

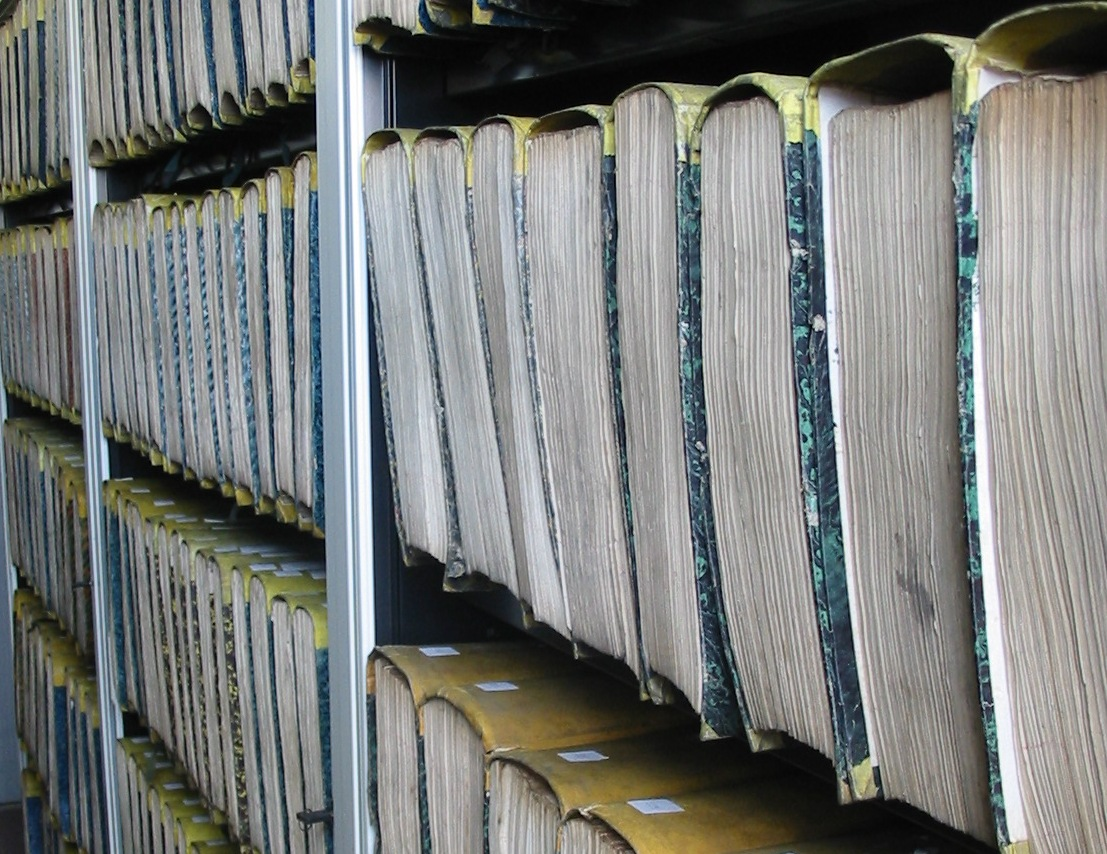
Półki z aktami

- określenie ilości – metr bieżący wykładziny podłogowej, w przeciwieństwie do metra kwadratowego.

W archiwistyce jednostka miary akt. Jest to ilość akt ułożonych ściśle przy sobie, lub leżących jedne na drugich mierzona grzbietami, która powinna mieścić się na 1 metrze półki. W rzeczywistości jest to jednostka miary niedokładna, gdyż liczba metrów bieżących - przy zachowaniu dotychczasowej liczby jednostek archiwalnych - może zmienić się wskutek oprawy akt (dochodzi grubość okładki), lub też brakowania wewnątrz jednostek. Największy jednak ubytek związany jest z długoletnim przechowywaniem akt i wynika z ubijania się papieru pod wpływem ciężaru własnego, ponieważ teczki z dokumentacją leżą na półkach z reguły jedne na drugich. Jak wynika z praktyki, zmiany takie jednak nie przekraczają 10% pierwotnej wielkości zespołu.